# 道化師と犬

光のパントマイムのポスター

『道化師と犬』（原題、Le Clown et ses chiens）は1892年10月28日にパリのグレヴァン蝋人形館で、テアトル・オプティークと呼ばれた装置を用いて上映された世界最初のアニメーション作品の1つである。300枚のイラストで構成された約15分のアニメーションである。
この作品は最も古く作られたアニメーション映画の１つであり、一杯のビール(Un bon bock)と哀れなピエロ(Pauvre Pierrot)と同時に1892年の10月28日にシャルル・エミール・レイノーによりテアトル・オプティークという装置を用いてグレヴァン蝋人形館で上映された。これら3つの作品は、光のパントマイム(Pantomimes Lumineuses)と題されて公演された。
これらは絵を繋げて公開された初めてのアニメーション映画である。レイノーが自ら絵を操ることによってアニメーションは実演された。